# Griffon bleu de gascogne
Griffon bleu de gascogne är en hundras från Gascogne i sydvästra Frankrike. Den är en braquehund och drivande hund. På 1800-talet gjordes korsningar mellan grand bleu de gascogne och mindre lokala griffoner. Den används som drivande hund på hare och vildsvin.